# Audrey Tang
Audrey Tang Feng (Taipei, Taiwan, 18 d'abril de 1981; de naixement Autrijus Tang Tsung-han) és una persona no-binària de Taiwan que es dedica al desenvolupament de programari lliure. El seu èxit l'ha inclòs en la llista dels 10 grans programadors taiwanesos. L'agost del 2016 rebé la invitació a fi i efecte d'unir-se a l'executiu taiwanès, en un ministeri sense cartera, fet pel qual es convertí en el primer transgènere i no-binari de la història d'ostentar un càrrec de govern en aquest estat asiàtic.

## Biografia
Tang va aprendre el llenguatge de programació Perl amb només 12 anys. Dos anys després va deixar l'institut per incapacitat d'adaptar-s'hi. Als 19 anys treballà a Silicon Valley, als Estats Units d'Amèrica. Fou el 2005 que decidí canviar el seu nom de naixement, tant en anglès com en xinès, cap al d'Audrey Tang, fet que després advocà en una aproximació i identificació al moviment postgènere.

### Especialista en programari lliure
Tang ha adquirit rellevància pública per haver liderat el projecte Pugs, un esforç conjunt de les comunitats dels llenguatges Haskell i Perl per a implementar el llenguatge Perl 6. També ha col·laborat en la internacionalització i localització de diversos projectes de progarami lliure, incloent-ne SVK, Request Tracker i Slash. A més a més, ha traduït diversos llibres relacionats amb el codi obert al xinès tradicional. Al Comprehensive Perl Archive Network (CPAN), Tang va iniciar més de 100 projectes entre 2001 i 2006, inclòs el popular Perl Archive Toolkit (PAR), un sistema multiplataforma desenvolupat per a Perl 5.

### Carrera política
L'agost del 2016 s'uní al govern de Lin Chuan en un ministeri sense cartera. El seu objectiu principal és ajudar al Govern en el seu pla de comunicació pública i millorar la gestió de la informació publicada per aquest mitjà, especialment pel que fa als canals digitals.

## Publicacions
- Aker, Brian; Krieger, David; Wei-hung, Chen; Chih-jung, Chang; Chun-ying, Huang; Chih-pin, Lin; Ke-huan, Lin; Kang-min, Liu; Chung-han, Tang. 架設 Slash 社群網站 (Running Weblogs with Slash) (en xinès).  Taipei, Taiwan: O'Reilly Media, Novembre 2003. ISBN 986-7794-22-2 [Consulta: 5 setembre 2016]. Arxivat 2016-09-11 a Wayback Machine.